# Santiago Peña
Santiago Peña Palacios (Asunción, 16 november 1978) is een Paraguayaans econoom en politicus. Tussen 2015 en 2017 was hij minister van Financiën onder president Horacio Cartes. Sinds 15 augustus 2023 is hij de president van Paraguay.

## Carrière
Peña studeerde economie aan de Universidad Católica Nuestra Señora de la Asunción. Vervolgens behaalde hij een mastergraad in economisch beleidsmanagement aan de Columbia-universiteit in New York. Na het afronden van zijn studie werkte hij sinds 2000 bij de Centrale Bank van Paraguay. In 2009 vertrok hij naar het Internationaal Monetair Fonds (IMF) in Washington D.C., waar hij verantwoordelijk was voor ontwikkelingshulp in Afrika. In 2012 keerde hij terug naar de Centrale Bank van Paraguay als lid van de Raad van Bestuur.
Op 5 januari 2015 benoemde president Horacio Cartes hem tot minister van Financiën. Hij bleef in functie tot 5 juni 2017, toen hij aftrad om te kandideren voor de presidentsverkiezingen van 2018. In de interne voorverkiezingen van de Coloradopartij nam hij het op tegen senator Mario Abdo Benítez en kreeg 43% van de stemmen, waardoor Benítez met 51% won. Hij keerde terug naar het zakenleven en ging werken voor de Paraguayaanse Banco Basa.
Hij kandideerde opnieuw tijdens de presidentsverkiezingen van 2023. Deze keer won hij met 51,6% van de stemmen bij de voorverkiezingen van zijn partij en werd daarom gekozen als kandidaat van zijn partij bij de verkiezingen. Hij won vervolgens de presidentsverkiezingen met 42,7% van de stemmen vóór Efraín Alegre met (27,5%).  Hij trad op 15 augustus 2023 aan als president.

## Familie
Santiago Peña is sinds 1997 getrouwd en heeft met zijn vrouw een zoon en dochter.